# 罗文华
罗文华（1914年—1989年），男，江西吉水人，中华人民共和国军事人物，中国人民解放军少将，曾任中国人民解放军海军南海舰队副司令员。